# Provincia de Nueva Andalucía y Paria
La provincia de Nueva Andalucía y Paria o simplemente provincia de Nueva Andalucía, y más tarde llamada provincia de Cumaná, fue una entidad política creada en la región oriental de Reino de Tierra Firme —de la actual Venezuela— que reunió a los antiguos territorios de Nueva Andalucía (creada en 1536) y Paria, en una única entidad creada el 27 de mayo de 1568 con Diego Hernández de Serpa como primer gobernador, con título por dos vidas.

## Historia

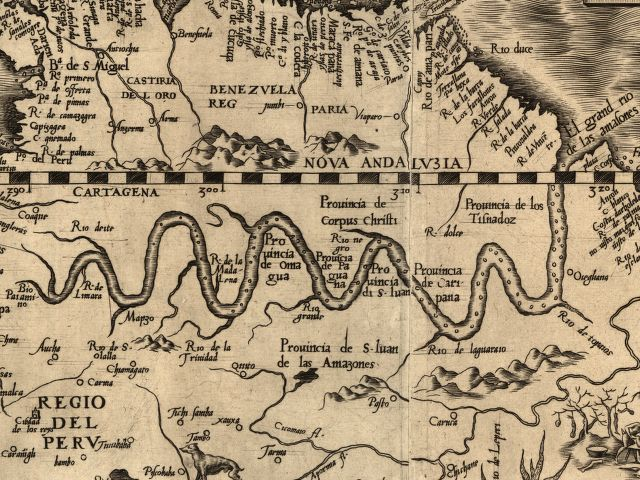
«Nova Andaluzia» y Paria en un mapa español de 1562

La provincia de Nueva Andalucía y Paria incluía territorios de los actuales estados Sucre, Anzoátegui, Monagas y la isla de Trinidad. Sus ciudades más importantes fueron Cumaná, capital provincial, y Nueva Barcelona.
Con el paso de los años durante el virreinato y el desarrollo de la provincia, los territorios de Guayana y Trinidad se constituyeron en provincias independientes de la de Cumaná.
La Nueva Andalucía estaba limitada al sur por la provincia de Guayana, que había sido creada en 1585, mientras que la provincia de Venezuela ocupaba la frontera occidental.
En 1633 Juan de Orpín estableció la gobernación de Nueva Cataluña con partes de las gobernaciones de Venezuela y de Nueva Andalucía, entre el cabo Codera, el actual pueblo de Cariaco y el río Orinoco, por lo cual se fundó la ciudad de Nueva Barcelona el 12 de febrero de 1638. 
En 1654, la Nueva Cataluña se integró a Nueva Andalucía. Hacia 1726 estaba integrada por los territorios de Cumaná, Barcelona y la isla de Trinidad. En el año 1731 se le reincorpora la Guayana, dependiendo ambas de la Real Audiencia de Santo Domingo y de la capitanía general homónima, y a su vez del Virreinato de Nueva España, hasta 1739.
Al restablecerse el Virreinato de Nueva Granada pasó a su jurisdicción, y por ende a la Real Audiencia de Santafé, hasta 1777. 
Justamente en este último año se incorpora íntegramente a lo que históricamente se conoce como la Capitanía General de Venezuela, junto con las provincias de Barinas, Trinidad, Margarita, Venezuela o de Caracas, Mérida-Maracaibo y de Guayana.
A partir del 5 de julio de 1811 declaran su independencia y destituyen al último gobernador español, Joaquín Puelles Tariego.

## Gobernadores provinciales

### Nombrados en elsigloXVI
- Diego Hernández de Serpa (1569).
- Alcaldes de Cumaná (1570).
- Antonio Luis de Cabrera (1571, interino).
- Adriano Padilla (1572, interino).
- Garci Hernández de Serpa (1573, titular por dos vidas con la confirmación real de 1579).
- Pedro García Camacho (1577, interino).
- Alcaldes de Cumaná (principios de 1584).
- Pedro de Almazán (finales de 1584).
- Felipe Torrellas de Linares (1585).
- Rodrigo Manuel Núñez Lobo (1587, titular).
- Francisco de Vides (1592, titular por dos vidas).
- Marcos Antonio Becerra (1597, interino).
- Diego Suárez de Amaya (1598, titular).

### Nombrados en elsigloXVII
- Pedro Suárez Coronel (1605).
- Juan de Haro y Sanvítores (6 de septiembre de 1614).
- Diego de Arroyo Daza (28 de julio de 1619), capitán.
- Cristóbal de Eguino y Mallea (10 de junio de 1626), falleció en el cargo.
- Enrique Enríquez de Sotomayor (24 de enero de 1631) y gobernador interino de la capitanía general puertorriqueña.
- Benito Arias Montano (interino, 30 de enero de 1633, y titular, 7 de junio de 1634), fallecido en el puesto.
- Fernando de la Riva Agüero y Setién, 1642, y luego también como gobernador de Puerto Rico desde 23 de abril de 1643.
- Gregorio de Castellar y Mantilla (28 de marzo de 1648).
- Francisco de Rada Alvarado (5 de febrero de 1650), muerto ejerciendo el mandato.
- Pedro de Brizuela (14 de abril de 1652), maestre de campo, muerto en el puesto.
- Juan Alfonso de Losada y Guerra (nominalmente el 27 de enero de 1660), no ocupó el cargo.
- Juan de Viedma Carvajal (29 de agosto de 1660).
- Juan Bravo de Acuña (título fechado el 31 de mayo de 1665 / ocupó el cargo en 1666), maestre de campo, fallecido en el oficio.
- Sancho Fernández de Angulo (26 de septiembre de 1668) y posteriormente, el 28 de mayo de 1672, fue nombrado gobernador y capitán general de Yucatán.
- Antonio Temiño Dávila (nominalmente por fallecimiento, 1º de julio de 1672), capitán, previamente había sido nombrado gobernador de la provincia de Nicaragua.
- Francisco Ventura de Palacio y Rada (8 de junio de 1673), capitán.
- Francisco de Vivero Galindo y Torralba (9 de mayo de 1677), capitán, previamente había sido nombrado por breve tiempo como gobernador de la provincia de Margarita.
- Francisco de Vivero Galindo y Torralba (12 de abril de 1683).
- Juan Vargas y Cabrera (nominalmente por fallecimiento, el 29 de enero de 1686).
- Gaspar Mateo de Acosta (título expedido el 7 de febrero de 1686 pero recién ocupó el cargo el 26 de noviembre del mismo año), maestre de campo. Había sido designado el 6 de septiembre de 1683 para suplantar a Vivero pero se demoró varios años en asumir, ocupándolo hasta 1692.
- Gaspar del Hoyo Solórzano (título del 9 de junio de 1688 pero ocupó el cargo el 5 de diciembre de 1593).
- José Ramírez de Arellano (noviembre de 1696).